# لوسي فوستر ماديسون
لوسي فوستر ماديسون (بالإنجليزية: Lucy Foster Madison)‏ (8 أبريل 1865، كيركفيل في الولايات المتحدة - 16 مارس 1932)؛ كاتِبة مُتخصِّصة في أدب الأطفال، مُدرسة وروائية أمريكية.